# Șaumean, Sakî
Șaumean (în ucraineană Шаумян) este un sat în comuna Vorobiove din raionul Sakî, Republica Autonomă Crimeea, Ucraina.

## Demografie
Componența lingvistică a localității Șaumean
     Tătară crimeeană (58,93%)
     Ucraineană (12,5%)
     Rusă (8,93%)
     Ebraică (5,36%)
     Greacă (1,79%)
Conform recensământului din 2001, majoritatea populației localității Șaumean era vorbitoare de tătară crimeeană (58,93%), existând în minoritate și vorbitori de ucraineană (12,5%), rusă (8,93%), ebraică (5,36%) și greacă (1,79%).